# لاري ميرفي (لاعب كرة قاعدة)
لاري ميرفي هو لاعب كرة قاعدة كندي، ولد في 17 مارس 1857 في تورونتو في كندا، وتوفي في 6 أكتوبر 1911 في إنديانابوليس في الولايات المتحدة.

## وصلات خارجية
- لاري ميرفي على موقعبيزبول رفرنس.كوم (الدوري الرئيسي) (الإنجليزية)
- لاري ميرفي على موقعبيزبول رفرنس.كوم (الدوري الثانوي) (الإنجليزية)